# Rolls-Royce RB.145
Le Rolls-Royce RB.145 était un turboréacteur conçu au début des années 1960 par la société britannique Rolls-Royce Limited, pour être utilisé comme moteur léger de sustentation et de croisière pour avions à décollages verticaux.

## Conception
Développé à partir du RB.108, le RB.145 disposait de plus d'accessoires et d'une puissance supérieure. Six moteurs, développés par MAN Turbo, furent installés sur le premier prototype d'avion de chasse allemand EWR VJ 101, qui parvint à atteindre une vitesse supersonique en juillet 1964.
Les versions avec postcombustion du RB.145, d'une poussée de 16,2 kN, furent installées dans le deuxième prototype du VJ 101, avec l'intention d'atteindre la vitesse de Mach 1,4.

## Applications
- EWR VJ 101 : Le prototype de chasseur allemand VJ 101 disposait de six moteurs RB.145. Deux étaient montés en tandem derrière le cockpit, comme sur l'avion soviétique Yak-38, et deux dans chacune des nacelles pivotantes en bouts d'ailes.

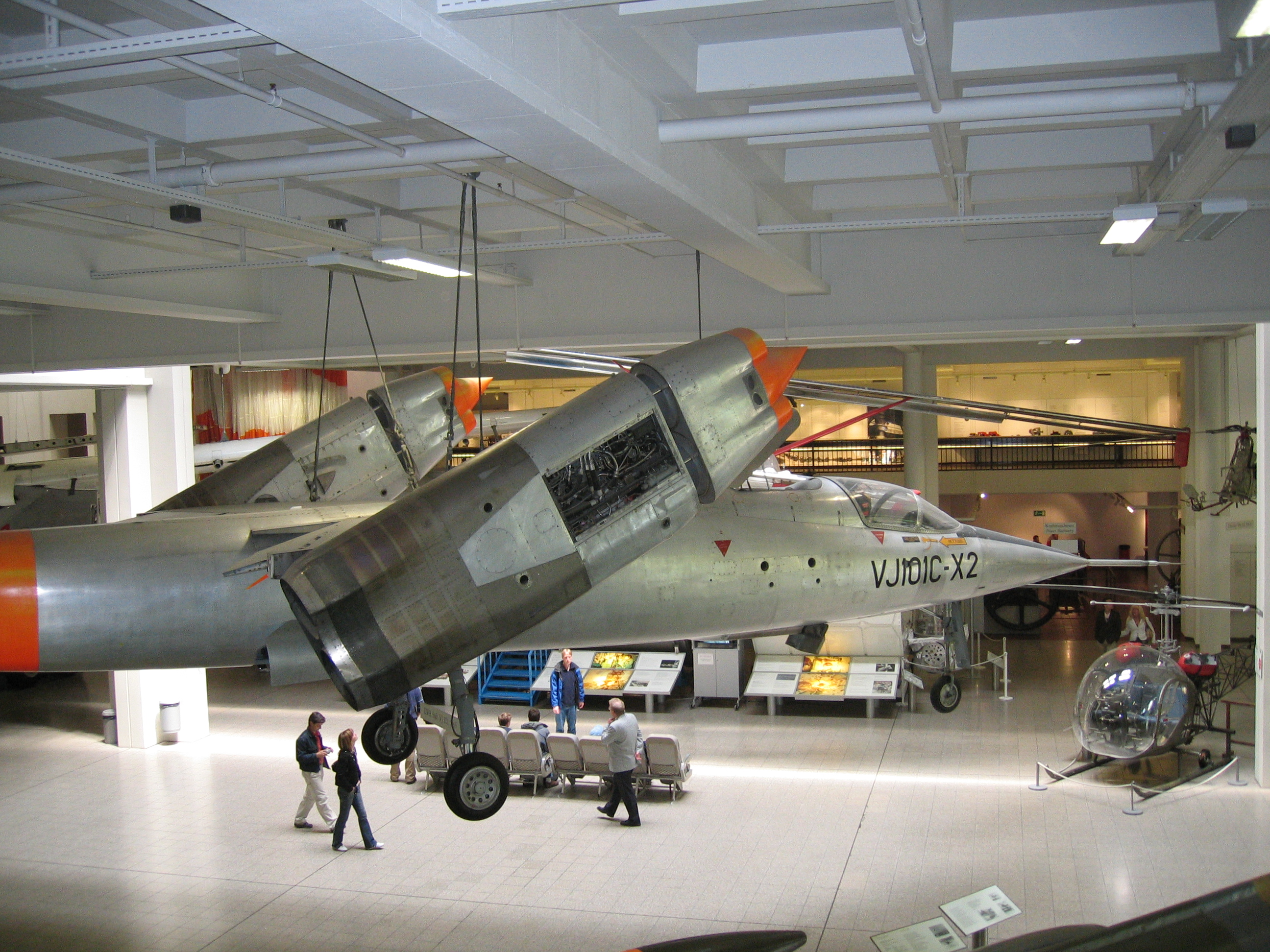
Les nacelles pivotantes du VJ 101, équipées chacune de deux RB.145.